# Mihály Fogarassy
Mihály Fogarassy (n. 17 septembrie 1800, Gheorgheni, Principatul Transilvaniei – d. 23 martie 1882, Alba Iulia, Austro-Ungaria) a fost un episcop romano-catolic al Diecezei de Alba Iulia.

## Activitatea educațională
Din averea lăsată prin testament de episcopul Fogarassy a fost construit Liceul de Artă din Târgu Mureș, cu destinația de corp de clădire pentru Liceul Romano-Catolic din Târgu Mureș.

## Memoria
Școala gimnazială din Gheorgheni îi poartă numele.